# Worthington (Indiana)
Pour les articles homonymes, voir Worthington.
Worthington est une municipalité américaine située dans le comté de Greene en Indiana.
Lors du recensement de 2010, sa population est de 1 463 habitants. La municipalité s'étend sur 0,81 mille carré (2,1 km2).
Worthington est fondée en 1849. Son bureau de poste ouvre l'année suivante. Elle est nommée d'après Worthington (Ohio), d'où était originaire l'un de ses fondateurs.